# Pseudanapis
Pseudanapis là một chi nhện trong họ Anapidae.